# Selentetrabromid
Selentetrabromid ist eine anorganische chemische Verbindung des Selens aus der Gruppe der Bromide.

## Gewinnung und Darstellung
Selentetrabromid kann durch Reaktion von Selen mit Brom gewonnen werden.
{\displaystyle \mathrm {Se+2\ Br_{2}\longrightarrow SeBr_{4}} }

## Eigenschaften
Selentetrabromid ist ein hygroskopischer feuchtigkeitsempfindlicher ockergelber Feststoff, der sich in Wasser über Selenoxybromid zu Selenige Säure zersetzt und löslich in Kohlenstoffdisulfid, Chloroform und Ethylbromid ist. Er hat einen unangenehmen, an Dischwefeldichlorid erinnernden Geruch und zerfällt an feuchter Luft in Brom, Diselendibromid und Selen unter Verfärbung nach Braunrot. Beim Erhitzen tritt Brom-Abspaltung ein, und zwischen 75 °C und 80 °C sublimiert ein Gemenge von Selentetrabromid und Diselendibromid in schwarzen, glänzenden Kristallen. Mit Ammoniak reagiert die Verbindung unter Druck zu Tetraselentetranitrid. Seine Kristallstruktur ist tetramer und ähnelt der von Cuban. In konzentrierter Bromwasserstoffsäure bildet es mit Alkalibromiden Hexabromoselenate(IV), wie z. B. das rote Caesiumhexabromoselenat(IV) Cs2[SeBr6].